# Overwinningskolom van de Onafhankelijkheidsoorlog

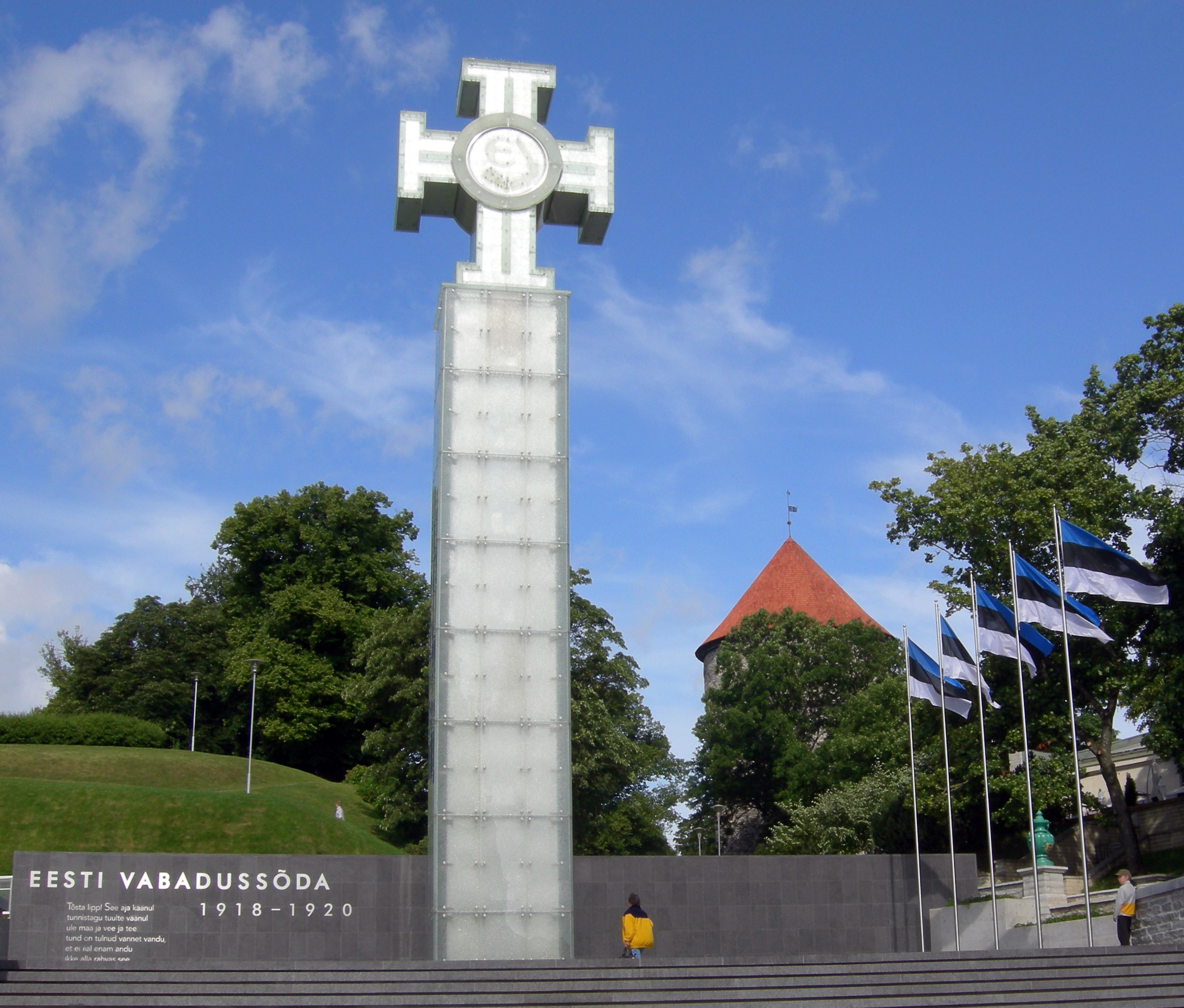
De overwinningskolom met op de achtergrond de kanontoren Kiek in de Kök

De Overwinningskolom van de Onafhankelijkheidsoorlog (Ests: Vabadussõja võidusammas) staat op het Vrijheidsplein in de hoofdstad Tallinn in Estland. Het werd onthuld op 23 juni 2009 als gedenkteken voor hen die tijdens de Estse Onafhankelijkheidsoorlog vielen, waardoor het Estse volk in staat is om al degenen te herdenken die hadden gevochten voor vrijheid en onafhankelijkheid. De zuil is 23,5 m hoog en bestaat uit 143 glasplaten. Het monument bevat het Vrijheidskruis, Estland meest vooraanstaande onderscheiding die in 1919 opgericht werd.
Op ongeveer 100 meter naar het noordwesten staat de oude kanontoren Kiek in de Kök. Aan de overzijde van het Vrijheidsplein staat de Sint-Janskerk.

## Geschiedenis
Het idee om een monument op te richten werd bedacht in 1919, vóór het einde van de oorlog. Tijdens de Onafhankelijkheidsoorlog in 1918-1920, werden aan de Estse zijde 4.000 mensen gedood en 14.000 gewond. In 1936 werd een wet aangenomen om een landelijk monument ter herdenking van de oorlog. Voorbereidend werk werd onderbroken door de Tweede Wereldoorlog en de daaropvolgende Sovjet-bezetting. Nadat Estland in 1991 de onafhankelijkheid herwonnen had, kwam de kwestie van de oprichting van een nationaal monument voor de herdenking van de onafhankelijkheidsoorlog opnieuw ter sprake. In het voorjaar van 2005 besloten de Riigikogu dat een overwinningskolom als herinnering aan de oorlog op het Vrijheidsplein in Tallinn zou worden opgericht. In 2006 kwamen er met een ontwerpwedstrijd voor het monument meer dan 40 inzendingen binnen. De winnende inzending "Libertas" werd ontworpen door Rainer Sternfeld, Andri Laidre, Kadri Kiho en Anto Savi. Celander Ehitus OÜ werd geselecteerd als de belangrijkste constructeur.

## Galerij

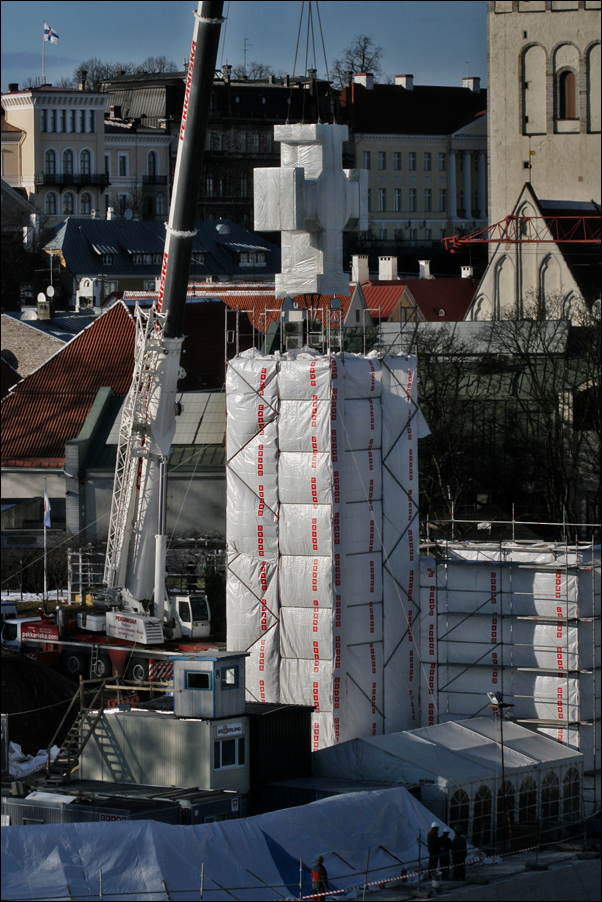
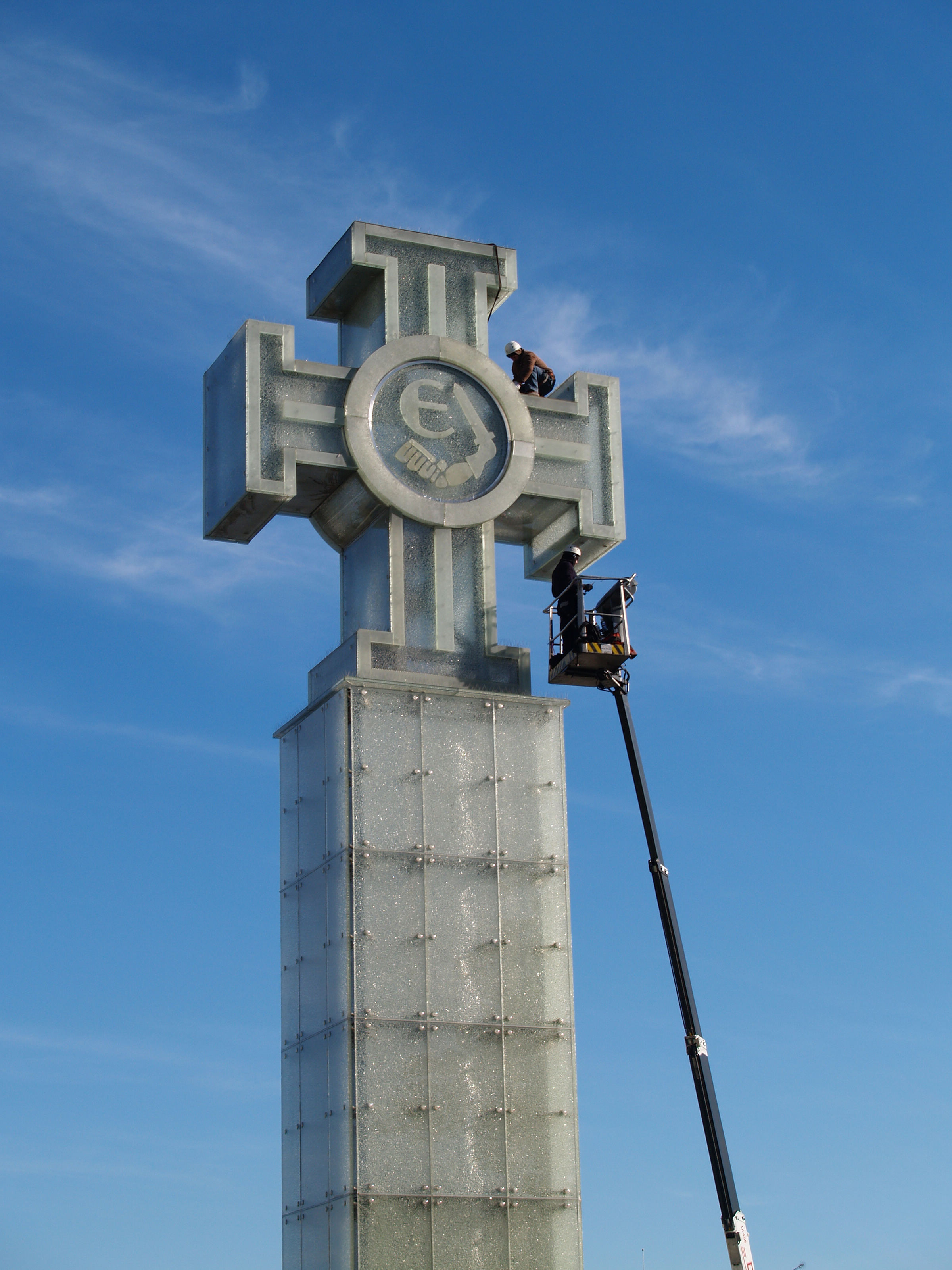
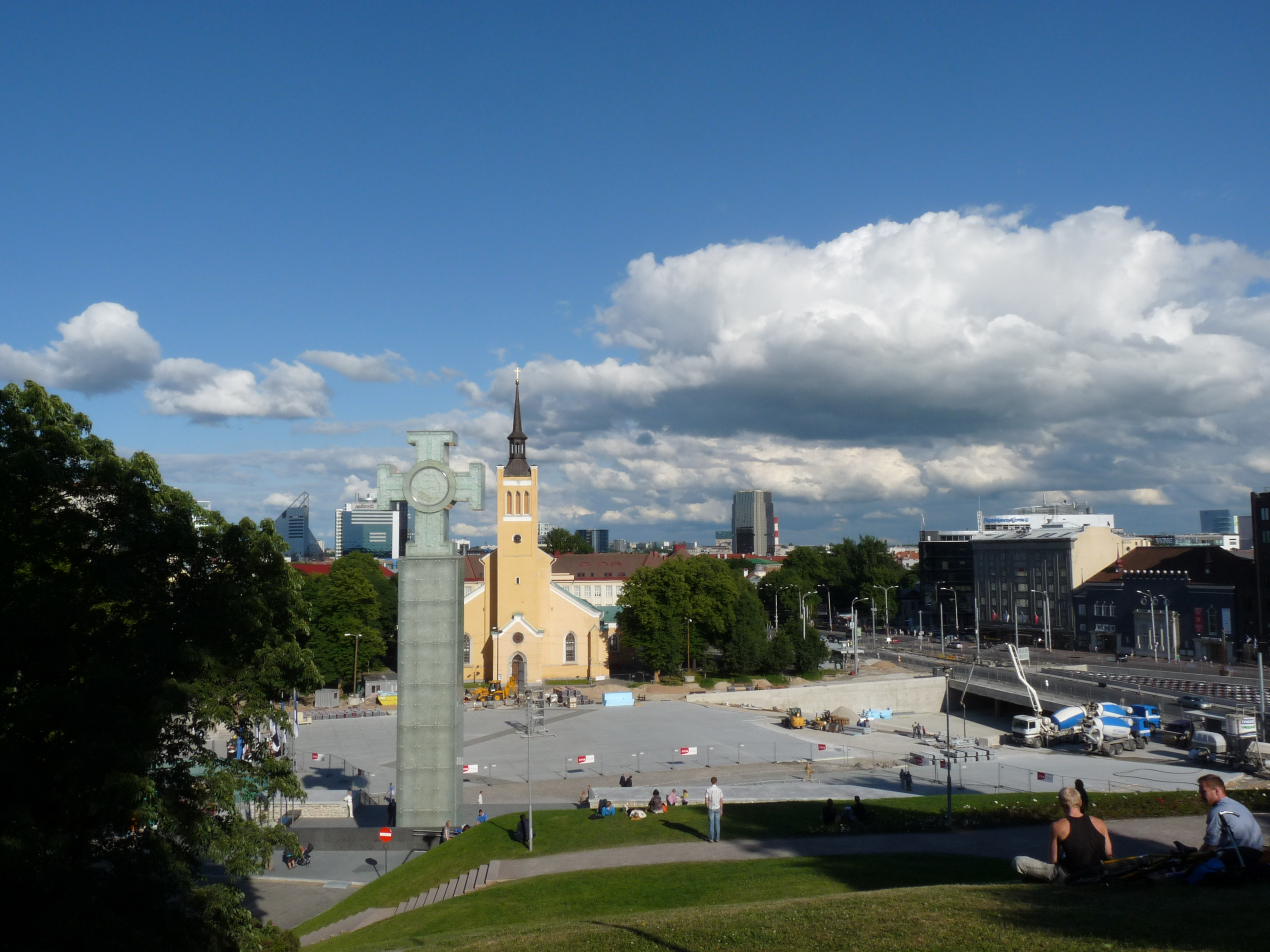
De overwinningskolom met erachter de Sint-Janskerk
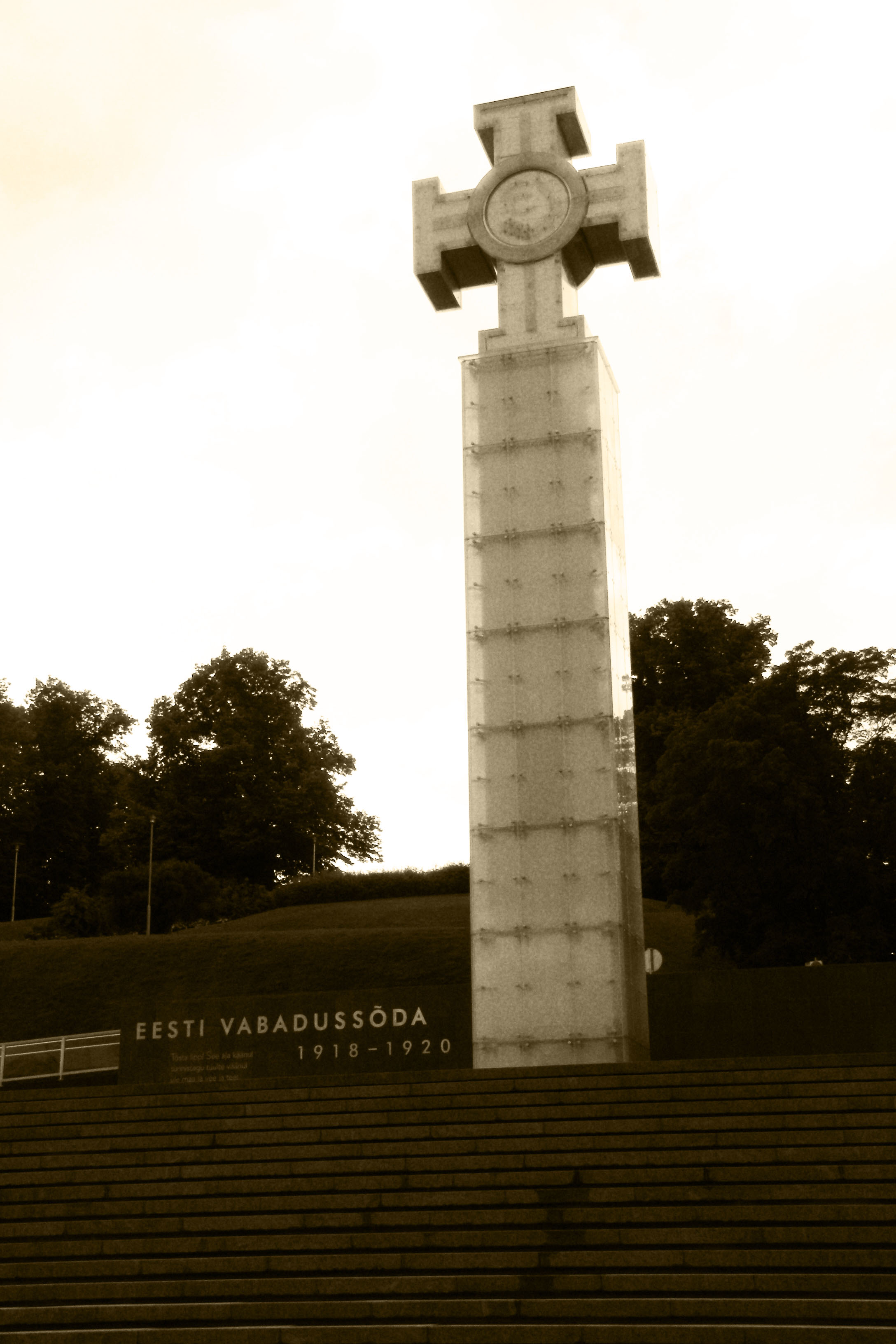
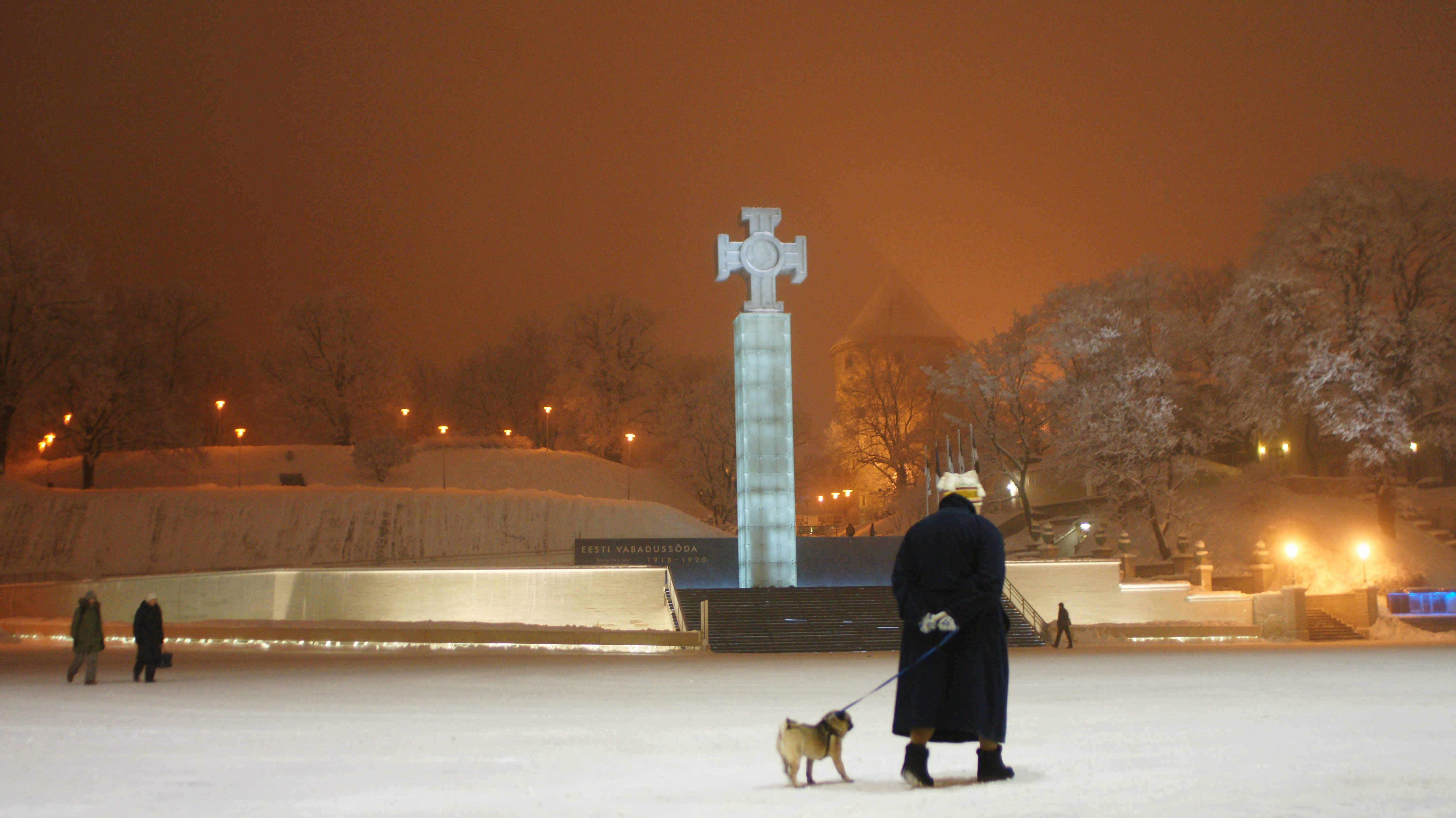